# Pelerin Palace
Le Pelerin Palace est un hôtel de luxe 5 étoiles de la Riviera vaudoise, situé au Chemin de l'Hôtel du Parc no 5 au Mont-Pèlerin dans la commune de Chardonne, aux abords du lac Léman dans le canton de Vaud en Suisse.
Ouvert en 1907, l'établissement attira une clientèle internationale importante au Mont-Pèlerin. Le bâtiment, visible de toute la région, modifia durablement le paysage Veveysan. Il fut notamment le siège de la création du groupe de réflexion de la Société du Mont-Pèlerin en 1947. L’édifice est classé bâtiment historique en Suisse[réf. nécessaire].

## Histoire
Construit entre 1902 et 1907 à l'initiative d'Henri Fatio, entrepreneur basé à Genève qui attira des investisseurs de Vevey, le Pelerin Palace ouvre ses portes le 3 juin 1907 dans un style Belle Époque.
L'établissement profite de l'ouverture du funiculaire Vevey - Chardonne en 1900, facilitant le développement du lieu en tant que station balnéaire.
Le bâtiment original a subi d'importants dégâts à la suite d'un incendie le 29 avril 1917, occasionnant la destruction du toit et la faillite de l’hôtel. Il ouvrira de nouveau en 1929 en tant que pension de famille.
En 1936, il ouvrit à nouveau ses portes en tant qu'hôtel, devenant l’Hôtel Du Parc jusqu’en 2001. Il accueillit au fil des années de nombreux congrès internationaux.
En 2002 l’hôtel devient la Business School Chardonne, une école de commerce internationale.

## Réaménagements
En 2008, la société Genevoise Swiss Development Group (SDG) fit l'acquisition du bâtiment, voulant le convertir en résidences hôtelières de luxe. L’ancien hôtel retrouva ainsi son nom d'origine. Les travaux de rénovations devaient s’achever en 2012. Malgré cela, et malgré avoir convaincu des célébrités telles que Tony Parker, Eva Longoria ou encore Claudia Schiffer d’investir, le bâtiment resta inachevé et la société se trouva en difficulté financière.
Durant l'année 2022, sous l'impulsion de l'entrepreneur Français Jean Lecler, le Pelerin Palace prend le pari de la tokenisation en devenant le premier palace dont le système d'actions repose sur la blockchain.

## Caractéristiques
À la suite des différents travaux de modernisation, l’hôtel comprend désormais 22 appartements de luxe de 200 à 500 m2. Il profite de nombreux équipements tel qu'un penthouse de 1 800 m2, une salle de cinéma, un bar, une salle de sport ou encore un spa comprenant une piscine intérieure et extérieure.